# Aimerio di Limoges
Aimerio di Limoges (anche Aimerico, Aymery, Aimery o Almerich; Aimerikos in greco ed Hemri in armeno; ... – 1193/96) fu un prelato della Chiesa cattolica in Outremer e quarto Patriarca latino di Antiochia dal 1140 circa fino alla morte.
Durante tutto il suo lungo episcopato egli fu la più potente figura nel Principato di Antiochia dopo i principi, con i quali entrò spesso in conflitto.
Egli fu anche uno dei maggiori intellettuali ad emergere nell'Oriente latino. 

## Biografia
Aimerio era un nobile di alto rango, ricco e mondano, nipote di Pietro, un comandante militare.
Fu un intellettuale con una profonda conoscenza sia del greco che del latino come pure di alcuni dialetti. 
Egli potrebbe essere stato il primo a tradurre parti della Bibbia in una lingua romanza, il castigliano
.
Come studioso aveva una buona conoscenza della storia della Grecia. 
Egli scrisse a Ugo Eteriano chiedendogli i commentari di Giovanni Crisostomo sulle Lettere di Paolo, gli atti del Concilio di Nicea ed una storia degli imperatori bizantini "dall'epoca in cui i loro imperatori si divisero dall'Impero romano fino ad oggi.".
Ad una richiesta di Papa Eugenio III di una traduzione in latino dei Commentari di Crisostomo al Vangelo secondo Matteo, Aimerio rispose inviando a Roma un manoscritto originale greco. 
Come vescovo Aimerio cercò di controllare gli eremiti, ordinando che ciascuno avesse un proprio consigliere spirituale.
La successione di Aimerio al patriarcato fu controversa. Il suo predecessore,  non era morto ma era stato deposto e stava perorando le sue ragioni presso il Papa Innocenzo II per essere reinsediato..
Sembra che Aimerio abbia aspettato molto tempo per la sua consacrazione, dopo la deposizione di Rodolfo
;
fino al 1149 non vi è alcuna menzione di Aimerio come patriarca, probabilmente perché Rodolfo era vivo e la legittimità di entrambi era dubbia. 
Rodolfo probabilmente morì nel 1149 e Aimerio fu accettato da tutti i cattolici.
Dopo la Battaglia d'Inab nel 1149 il vittorioso Norandino assediò la città di Antiochia, che fu coraggiosamente difesa da Aimerio e dalla principessa Costanza fino all'arrivo dei soccorsi guidati da Baldovino III di Gerusalemme che disperse i musulmani.

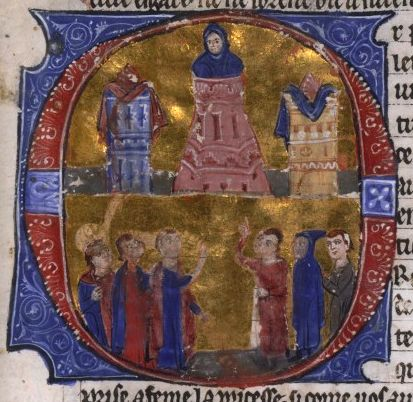
Rinaldo di Châtillon tortura Aimerio.
Da un manoscritto miniato della Historia di Guglielmo di Tiro e dei suoi "continuatori" in antico francese, dipinto in San Giovanni d'Acri nel XIII secolo, ora conservato nella Biblioteca nazionale di Francia.

Nel 1153 Aimerio si oppose al matrimonio segreto di Costanza al nobile di basso rango Rinaldo di Châtillon; in seguito i rapporti tra Aimerio e Rinaldo furono tempestosi. 
Nel 1156 Rinaldo, sostenendo che l'imperatore bizantino Manuele I Comneno non aveva tenuto fede ad una promessa di pagamento di una somma di denaro, giurò di attaccare l'isola di Cipro per vendetta. 
Aimerio rifiutò di finanziare la sua spedizione e Rinaldo lo fece sequestrare, picchiare a sangue e lo lasciò nudo e cosparso di miele sotto il sole bruciante in cima alla cittadella, esposto agli attacchi degli insetti. Quando Aimerio fu rilasciato crollò esausto ed accettò di finanziare la spedizione di Rinaldo contro Cipro. 
L'isola fu devastata dalle forze di Rinaldo e i suoi abitanti depredati. Aimerio nel frattempo lasciò Antiochia e si recò a Gerusalemme dove rimase fino alla cattura di Rinaldo.
Nel settembre 1158, poiché il Patriarca latino di Gerusalemme eletto, Amalrico di Nesle, non era stato ancora consacrato, Aimerio celebrò il matrimonio tra Teodora Comnena, nipote di Manuele, e Baldovino III. 
Aimerio tornò ad Antiochia con Baldovino nel 1159.
Nel 1160 Aimerio, con molti altri prelati della Palestina, riconobbe Alessandro III come papa solo dopo un lungo dibattito.
Nel 1160 Rinaldo fu catturato da Majd al-Dīn, il governante di Aleppo, ed imprigionato. 
Costanza reclamò per sé stessa il diritto di governare, ma Baldovino III insediò come principe Boemondo III, il figlio che lei aveva avuto da un precedente marito, e nominò Aimerio reggente. 
Costanza contestò questa decisione dinanzi alla corte dell'imperatore Manuele, a Costantinopoli, poiché Antiochia era, almeno nominalmente, un feudo dell'imperatore bizantino.
Nel 1164 Boemondo fu fatto prigioniero da Norandino alla Battaglia di Harim. 
Aimerio assunse la reggenza del principato e inviò immediatamente una lettera a Luigi VII di Francia chiedendo aiuto militare. 
Il governo del patriarca fu breve, Boemondo fu rilasciato nel 1165, pagando un riscatto di 150.000 dīnār, grazie all'intervento di Manuele ed Amalrico I di Gerusalemme.
Quando fu libero Boemondo si recò da Manuele ed accettò il ritorno del Patriarca greco di Antiochia Atanasio I.
Aimerio si oppose a questo ritorno, impose un interdetto sulla città e rimase in esilio nel suo castello di al-Quṣayr (Xusayr) fino al 1170, quando Atanasio morì in un terremoto che distrusse la cattedrale durante la liturgia.
Nel 1180 l'imperatore bizantino era tornato a trattare Aimerio come legittimo patriarca, e non è improbabile che a favorire la riconciliazione sia stato Guglielmo di Tiro, in occasione di qualche negoziato ad Antiochia e poi a Costantinopoli per conto di Amalrico di Gerusalemme.
Durante il suo esilio Aimerio entrò in buoni rapporti con il Patriarca giacobita di Antiochia, Michele il Siro, che aveva incontrato a Gerusalemme durante la Pasqua del 1167.
Allo scopo di umiliare Atanasio, Aimerio organizzò con Boemondo III una grande cerimonia per l'ingresso in Antiochia di Michele, cui Aimerio diede il benvenuto nella cattedrale di San Pietro
;
Michele rimase presso Aimerio fino alla Pasqua 1169.
Egli invitò il giacobita anche ad accompagnarlo al Terzo Concilio Lateranense nel 1179, Michele declinò l'invito, ma elaborò un trattato contro il Manicheismo per aiutare i cristiani romani nella loro lotta contro il Catarismo.
Aimerio fu il primo prelato latino a permettere al patriarca giacobita di nominare un vicario ad Antiochia, nella persona di suo fratello Atanasio.
Nel 1181 il Patriarca maronita ed alcuni vescovi provenienti dalle diocesi cattoliche di Jubayl, Botrun e Tripoli cercarono Aimerio che li incontrò sul Monte Libano. 
Essi chiesero formalmente la riunione con la Chiesa Cattolica dalla quale i Maroniti erano stati separati sin dall'ottavo secolo.
Aimerio non visse fino a vedere la riunione, ma egli ebbe un ruolo nella unione con la Chiesa armena nel 1195, arrivando a permettere a Nerses di Lampron di predicare nelle sue chiese.
In questo stesso periodo Boemondo lasciò sua moglie Teodora, che era nipote del recentemente deceduto imperatore Manuele, per sposare una donna di nome Sibilla, "che aveva la reputazione di praticare arti maligne" secondo Guglielmo di Tiro. Egli fu scomunicato da papa Alessandro III, ed Antiochia fu posta sotto un interdetto.
Boemondo imprigionò Aimerio ed altri vescovi e saccheggiò le loro chiese.
Aimerio, sostenuto dalla nobiltà di Antiochia guidata da Reynald Mazoir, signore di Margat, resistette in al-Quṣayr all'assedio di Boemondo. Aimerio stesso prese parte al combattimento ed istigò la rivolta contro l'autorità di Boemondo.
Baldovino IV di Gerusalemme intervenne inviando il Patriarca di Gerusalemme Eraclio a Laodicea per negoziare con entrambe le parti. 
Boemondo rimase scomunicato fino a quando non allontanò Sibilla; le proprietà della chiesa furono restituite e l'interdetto su Antiochia fu tolto
.
Nel 1194 Boemondo, la sua famiglia e la sua corte furono catturati a Baghrās da Leone II d'Armenia, ed imprigionati a Sis. 
Per riavere la sua libertà Boemondo accettò di cedere Antiochia a Leone. Bartolomeo Tirel, il maresciallo di Antiochia e Richard de L'Erminet furono inviati per consegnare la città all'armeno Aitone di Sassoun.
Aimerio, a capo del clero, incoraggiò i cittadini a resistere e gli Armeni furono costretti a restare fuori dalle mura mentre nella città fu istituito un Comune che prima riconobbe l'autorità di Raimondo IV di Tripoli fino alla liberazione di Boemondo
e poi chiese aiuto ad Enrico I di Gerusalemme.